# Peter Lyck Hansen
Peter Lyck Hansen (* 10. März 1985 in Odense) ist ein dänischer Volleyballspieler.

## Karriere
Hansen begann seine Karriere in seiner Heimatstadt bei DHG Odense. Mit dem Verein spielte er in der Saison 2002/03 im CEV-Pokal, die für Odense jedoch bereits in der ersten Runde gegen den deutschen Bundesligisten TSV Unterhaching endete. Ein Jahr später nahm DHG Odense am Top Teams Cup teil. 2004 gewann der Verein den dänischen Pokal. Außerdem wurde Hansen zweimal dänischer Meister. In der Saison 2004/05 spielte er mit dem Lokalrivalen Marienlyst Odense wieder im CEV-Pokal. Marienlyst konnte den Heimvorteil beim Vorrunden-Turnier nicht nutzen und schied als Gruppenletzter aus. 2005 wechselte er in die deutsche Bundesliga zum SV Bayer Wuppertal. In den folgenden Jahren spielte er auch für die Nachfolger-Vereine Wuppertal Titans und A!B!C Titans Berg. Land. 2011 stieg er mit den Titans in die zweite Liga ab. Ein Jahr später wurde der Verein aufgelöst. Mit der dänischen Nationalmannschaft spielte Hansen 2012 in der Europaliga. Anschließend wechselte er zum Bundesligisten evivo Düren. Seit 2013 ist Hansen Athletiktrainer bei evivo und arbeitet auch als Ernährungsberater.